# Antoine Raeymaekers
Antoine Raeymaekers (ur. 4 kwietnia 1919 w Antwerpii) – belgijski zapaśnik walczący w stylu wolnym. Olimpijczyk z Londynu 1948, gdzie zajął siódme miejsce w kategorii do 62 kg.

## Letnie Igrzyska Olimpijskie 1948
| Konkurencja      | Rundy eliminacyjne       | Rundy eliminacyjne     | Rundy eliminacyjne   | Rundy eliminacyjne  | Klas. końcowa |
| Konkurencja      | Przeciwnik I             | Przeciwnik II          | Przeciwnik III       | Przeciwnik IV       | Miejsce       |
| ---------------- | ------------------------ | ---------------------- | -------------------- | ------------------- | ------------- |
| 62 kg styl wolny | Robert Jouaville (FRA) Z | Arnold Parsons (GBR) Z | Adolf Müller (SUI) P | Ferenc Tóth (HUN) P | 7.            |